# Episodi de La nostra amica Robbie (sesta stagione)
Gli episodi della prima sesta stagione di La nostra amica Robbie sono andati in onda dal 7 aprile al 16 giugno del 2007. In Italia sono stati trasmessi dal 5 agosto 2011.
| n° | Titolo originale                    | Titolo italiano     | Prima TV Germania | Prima TV Italia |
| -- | ----------------------------------- | ------------------- | ----------------- | --------------- |
| 1  | Gefährliches Treibgut               | Relitti pericolosi  | 7 aprile 2007     | 5 agosto 2011   |
| 2  | Kommen und gehen                    | Un padre ritrovato  | 14 aprile 2007    |                 |
| 3  | Robbie und der geheimnsisvolle Gast | L'ospite misterioso | 21 aprile 2007    |                 |
| 4  | Die Bedrohung                       | La minaccia         | 28 aprile 2007    |                 |
| 5  | Herzensangelegenheiten              | Affari di cuore     | 5 maggio 2007     |                 |
| 6  | Ein Ruhiges Wochenende              | Meritato riposo     | 12 maggio 2007    |                 |
| 7  | Rufmord                             | Calunnie            | 19 maggio 2007    |                 |
| 8  | Hoch gepokert                       | Gioco d'azzardo     | 26 maggio 2007    |                 |
| 9  | Gefahr aus dem Meer                 | Pericolo dal mare   | 9 giugno 2007     |                 |
| 10 | Lufsprünge                          | Il vaso antico      | 16 giugno 2007    |                 |